# Universiteit van Miami
De Universiteit van Miami, ook bekend als UM of The U, is een universiteit in de Verenigde Staten die in 1925 werd opgericht. De hoofdcampus staat in Coral Gables.
De universiteit is een niet-sectaire privé-instelling waar meer dan 15.400 studenten staan ingeschreven. De studenten vertegenwoordigen 50 staten en 114 landen. Er zijn meer dan 155.000 oud-studenten in de geschiedenis van de universiteit. Er zijn enkele duizenden personeelsleden.
De Universiteit van Miami wordt geaccrediteerd door de Southern Association of Colleges and Schools en 21 professionele en onderwijsaccrediterende organisaties. De universiteit is lid van de Amerikaanse Vereniging van Universitaire Vrouwen, de Amerikaanse Onderwijsraad, de American Council of Learned Societies, de Vereniging van Amerikaanse Universiteiten, de Vereniging van Hogescholen en Universiteiten in Florida en de Nationale Vereniging van Onafhankelijke Hogescholen en Universiteiten.